# KAT-TUN 10TH ANNIVERSARY LIVE TOUR "10Ks!"
『KAT-TUN 10TH ANNIVERSARY LIVE TOUR "10Ks!"』(カトゥーン テンス アニバーサリー ライヴ ツアー テンクス)は、KAT-TUNの13枚目のDVDである。2016年8月17日にジェイ・ストームから発売。

## 概要
本作品は、2016年4月・5月に東名阪で行われたデビュー10周年記念の3大ドームツアーから、最終日の5月1日公演の模様が収録されている。
同年3月末に田口淳之介が脱退後、3人体制として初のドームツアーであり、充電期間前最後のコンサートとなった。
このツアーのセットリストは、10周年記念ベストアルバム『KAT-TUN 10TH ANNIVERSARY BEST "10Ks!"』に収録されているシングル曲やファンが選んだ楽曲で構成されている。

## 特典

### 初回限定盤
1. 10Ks!プレミアムパッケージ仕様
2. スペシャル・ライブフォトブック(124P)
3. 『BRAND NEW STAGE』収録CD付属

### 通常盤
1. 折りポスター

## 収録曲

### DVD
- 2016年5月1日東京ドームにて収録
- 太文字は3人体制初披露

#### Disc 1
1. OVERTURE
2. GOLD
3. Real Face
4. BIRTH
5. THE D-MOTION
6. ONE DROP
7. WHITE
8. PERFECT
9. 春夏秋冬
10. DON'T U EVER STOP
11. MOON
12. In Fact
13. NEVER AGAIN
14. 僕らの街で
15. KISS KISS KISS
16. Will Be All Right
17. [2006〜2009メドレー]
  1. ハルカナ約束
  2. RESCUE
  3. LIPS
  4. YOU
  5. White X'mas
18. [2010〜2012メドレー]
  1. Love yourself 〜君が嫌いな君が好き〜 - 亀梨和也
  2. CHANGE UR WORLD - 上田竜也
  3. STAR RIDER - 中丸雄一
  4. Going!
  5. 不滅のスクラム
  6. RUN FOR YOU
19. [TEN-Gコーナー]
20. [2013〜2015メドレー]
  1. RAY
  2. Dead or Alive
  3. BOUNCE GIRL
  4. 4U

#### Disc 2
1. TRAGEDY
2. UNLOCK
3. 君のユメ ぼくのユメ

【ENCORE】
1. GREATEST JOURNEY
2. 喜びの歌
3. Keep the faith
4. Peacefuldays
5. PRECIOUS ONE

【W ENCORE】
1. BRAND NEW STAGE

【TRIPLE ENCORE】
1. Real Face
2. Peacefuldays

### 特典CD
※初回限定盤のみ
1. BRAND NEW STAGE
作詞：RUCCA、作曲・編曲：King of slick
  - 日本テレビ系「Going!Sports&News」・プロ野球中継「次の瞬間、熱くなれ。THE BASEBALL 2016」テーマソング